# Bosc del Salamó
El Bosc del Salamó és un bosc del terme municipal de Granera, de la comarca del Moianès.

El Bosc del Salamó, respecte del terme de Granera

Està situat en el sector meridional del terme, al sud-oest de la masia del Salamó. És al nord i damunt de la Cinglera del Salamó, a la capçalera del torrent del Salamó.
Aquest va rebre estralls importants en el gran incendi forestal de l'agost del 2003.